# Efez

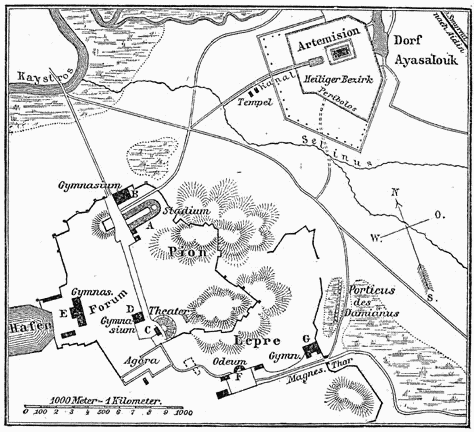
Mapa starověkého Efesu

Efez (řecky Efesos, Ἔφεσος, turecky Efes) bylo jedním z velkoměst iónského Řecka v Malé Asii, které se nacházelo v Lýdii na pobřeží Egejského moře (dnes několik kilometrů od pobřeží v İzmirské provincii asi 50 km jižně od İzmiru). Založili jej kolonisté především z Athén. Ke zříceninám Efesu se lze dostat dnes z přístavu Kusadasi.

## Dějiny starověkého Efezu

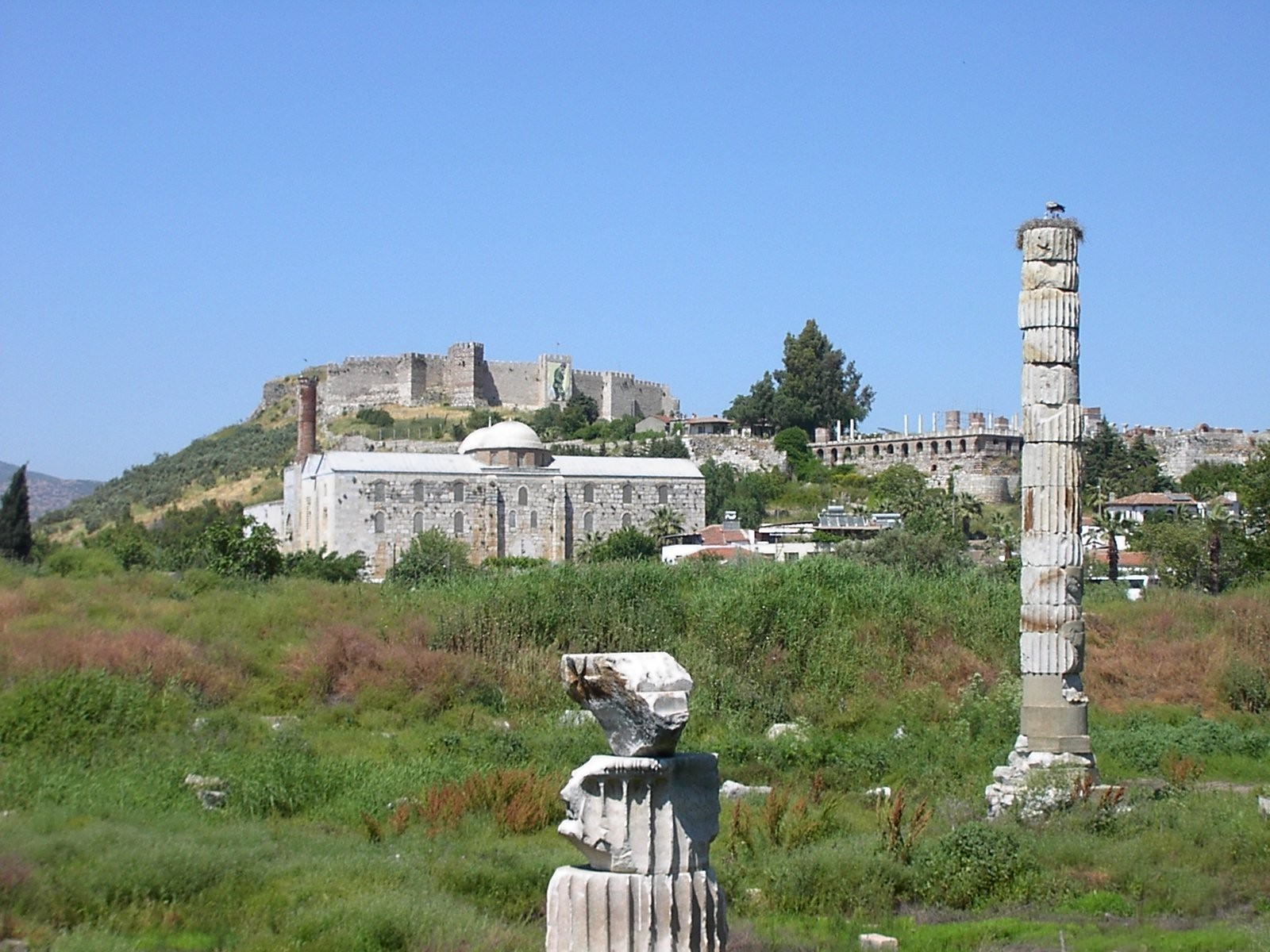
Zbytky Artemidina chrámu

Místo bylo známé již ve 2. tisíciletí př. n. l., neboť se nám dochovalo v chetitských textech, kde je zřejmě totožné s osídlením zvaným Apasa – důležitým střediskem pod vlivem chetitské a mykénské kultury. Asi v 10. století př. n. l. začalo osídlení místa iónskými Řeky.
Až do dobytí města lýdským králem Kroisem roku 560 př. n. l. ležel Efesos severně od pozdější metropole. K městu přiléhal chrámový okrsek Artemidina chrámu (Artemision), jednoho ze sedmi divů starověkého světa s největším chrámem na světě. Chrám byl obnoven a rozšířen thráckým králem Lysimachem roku 296 př. n. l. V této době se Efesos stal důležitým centrem o rozloze téměř 350 ha. Od roku 189 do roku 133 př. n. l. náležel Efesos pergamskému království, od roku 133 př. n. l. pak k římské říši.

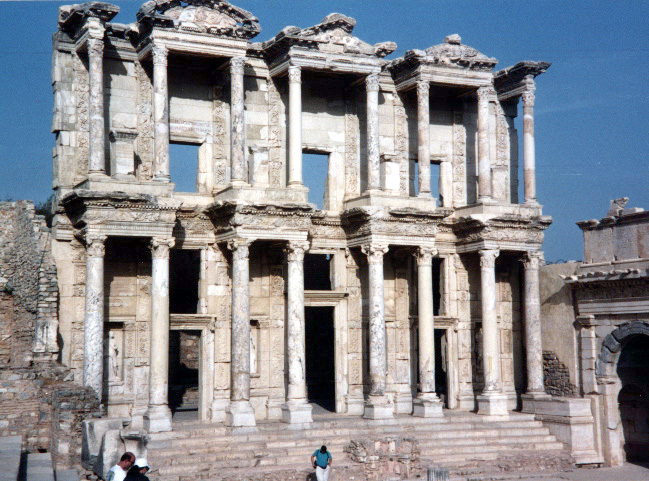
Celsova knihovna v Efesu

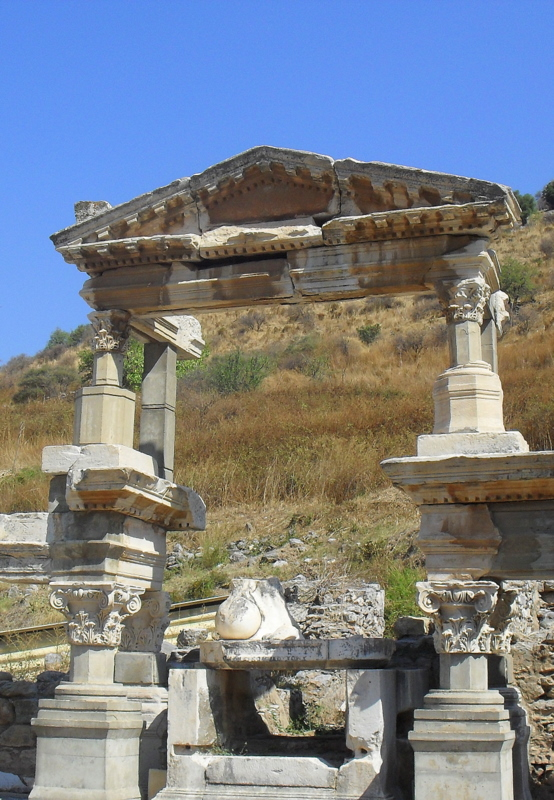
Efez, zřícenina

Tehdy se stal Efesos jedním z nejdůležitějších měst říše. Vyrostlo tam mnoho nových staveb, které financovali bohatí občané. Město se stalo sídlem prokonzula a provincie Asie. V pozdní antice se město stalo též důležitým poutním místem, sídlem biskupství a střediskem (správní) diecéze Asiana. Městu dodávala na významu také knihovna a divadlo, které bylo největší na světě a do něhož se vešlo až 24 tisíc diváků. V Efesu byly vystavěny i lázně (termae), v nichž byly instalovány zřejmě první kryté toalety s kanalizačním odpadem.
Efesos je zmiňován též v Novém zákoně. List Efezským sepsal apoštol Pavel křesťanům v Efesu. Podle legendárního podání se v Efesu usídlila po Ježíšově ukřižování jeho matka Maria společně s jeho učedníkem Janem. Jejich údajné bydliště 7 km od Selcuku má být místem odchodu Panny Marie ze života a poutním místem.
Do Efezu je adresován též list antiochijského biskupa, sv. Ignáce, někdy z roku 106, který patří k raným křesťanským písemným památkám. Roku 431 se v Efezu konal Efezský koncil, svolaný císařem Theodosiem II.

## Osobnosti spojené sEfezem

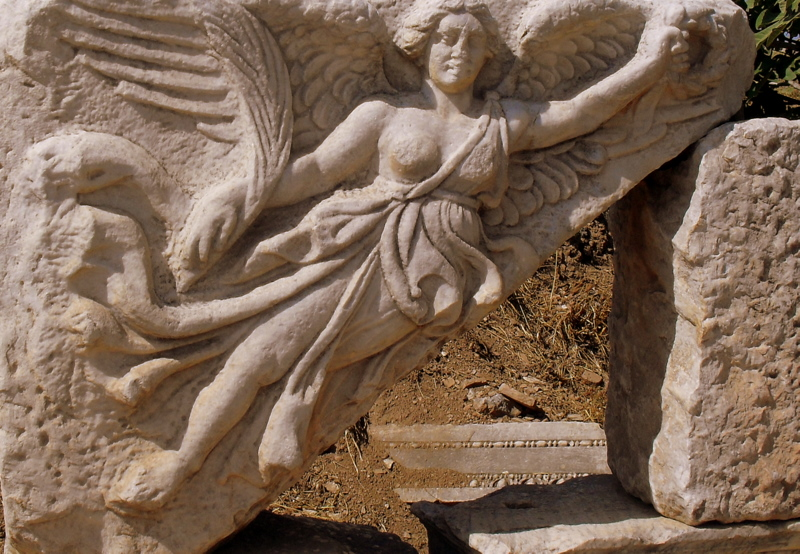
Níké

- Narodil se zde roku 535 př. n. l. filozof Hérakleitos.
- Proslavil se zde Hérostratos jakožto žhář Artemidina chrámu.
- V Efezu se zdržoval na své cestě do exilu kartaginský vojevůdce Hannibal.
- Xenofón z Efesu, autor románu Ephesiaca.
- Apoštol Pavel zde na své druhé misijní cestě zakládá církevní obec.
- Sv. Jan Evangelista zde zřejmě sepsal své evangelium. Jeho jméno nesl i velký kostel z Justiniánovy doby.
- Panna Maria, matka Ježíše Krista se sem měla přestěhovat s Janem z Jeruzaléma a zde se měl také ukončit její život.
- Přišla sem také Máří Magdaléna, která zde měla pomáhat apoštolu Janovi a zde také zemřela.
- Tiberius Claudius Aristio byl bohatý měšťan, který v římské době usiloval o okázalou výstavbu ve městě.
- Sedmispáči, legendární mladíci, které místní obyvatelstvo uctívá až dodnes, kteří se měli podle legendy zachránit před pronásledováním křesťanů dvousetletým spánkem v jeskyni na východním okraji města.

## Efez dnes
Část kdysi tak slavného města dnes zabírá turecká lokalita Ayasaluk (část města Selçuk), jejíž jméno zřejmě vzniklo zkomolením řeckých slov ἅγιος θεολόγος, hagios theologos (svatý Teolog); toto pojmenování patří sv. Janu, který měl podle zmíněného legendárního podání v městě přebývat. 
Místo není zcela archeologicky prozkoumáno, avšak nalezené fragmenty starověkého města dávají tušit slávu a moc, jíž se město těšilo. Nalezneme zde zbytky velkého amfiteátru, přední fasádu Celsovy knihovny. Ze slavného Artemidina chrámu, jenž byl jedním ze sedmi divů světa, však zbyl jediný sloup. Nacházejí se zde dále ruiny baziliky sv. Jana Evangelisty s jeho údajným hrobem, o něco západněji pak ruiny chrámu Panny Marie, v kterém se r. 431 konal Efezský koncil.